# Смик Роман Петрович
Смик Рома́н Петро́вич (3 жовтня 1918, с. Жовчів, нині Рогатинського району Івано-Франківської області — 25 грудня 2007, м. Чикаго) — український лікар, громадський і культурний діяч, меценат. Племінник Богдана Лепкого. Доктор медицини (1945). Член НТШ (1983), ВУСК (1991); Почесний член Всеукраїнського товариства «Просвіта» (1996), Українського музею-архіву в м. Детройт (США), Українсько-канадського музею-архіву Альберти в м. Едмонтон (Канада).

## Нагороди, відзнаки
- 1983 — на Лікарському З'їзді в Чикаго був нагороджений грамотою УЛТПА.
- 5 жовтня 1991 року — Рада міста Кол Ситі, Ілліной, наділила д-ра Смика почесною грамотою «Outstanding Citizen Award» за його віддану лікарську працю для громади міста Кол Ситі впродовж 36 років[1].
- 1994 — Премії ім. Братів Богдана та Левка Лепких.
- 1996 — Міжнародна премія імені Володимира Винниченка.
- 2000 — премія імені Євгена Чикаленка.
- 2006 — Орден «За заслуги» 3-го ступеня.
- Серпень 2007 року — указом про нагородження визначних діячів діаспори Президент України Віктор Ющенко відзначив Романа Смика.
- Жовтень 2007 року — під час Святопокровських святкувань, було нагороджено Романа Смика грамотою визначного й заслуженого парафіянина парафії свв. Володимира й Ольги[2], у якій він належав до парафіяльного проводу й був її найбільшим жертводавців, пожертви якого перевищили сто тисяч доларів.

## Життєпис
1937 закінчив гімназію в м. Станіслав (нині Івано-Франківськ), де співорганізатор етнографічного музею, видавав спортивну г. «На старт». Студіював медицину в Ягеллонському університеті у м. Краків (1937), де проживав у свого вуйка Богдана Лепкого. Від 1941 року — в Німеччині, де співредактор часопису «Рогатинське слово». У 1945 році закінчив університет у м. Берлін, захистив докторську дисертацію на тему «Українська Народна Медицина». Переїхав до Баварії, тут — організатор санітарно-харитативної служби, лікар і директор шпиталю для біженців у м. Ансбах (1945—1950). У Німеччині — редактор г. «Авторемісник», опрацював медичний словник (1944), видав брошуру «Венеричні недуги» (1947). Про життя в Німеччині згадував так: 
|  | «Нашого люду з'їхалось багато, їздив я лікувати людей неподалік Нюрберґа. Користувалися з батьком-священиком одним автом, мені було по дорозі, бо він їхав на відправи Служб Божих по різних таборах для переміщених осіб» |

.
У 1950 емігрував до США, працював на фабриці, а від 1953 — в штаті Іллінойс, де лікар у шпиталях різних міст, зокрема Ковл-Сіті, тут проживав. Так завжди починав розповідати д-р Роман Смик про себе:
|  | Я син католицького священика з Галичини, мій брат також був священиком. І батько і брат були учнями Патріярха Йосифа Сліпого. |

29 грудня в українському греко-католицькому соборі св. Володимира й Ольги у Чикаго українська громада попрощалася з одним із найкращих своїх синів. Роман Смик спочив вічним сном на цвинтарі св. Миколая. Під чужим небом у його пам'ять зринає до болю рідна та сумна мелодія — «Чуєш, брате мій…», написана Богданом Лепким. На його могилу покладено вінок з квітів, які він так любив.

## Меценатство
Засновник фундації Б. Лепкого при НТШ. Один із фундаторів ЕУ, збірників «Пам'яті Зенона Кузелі», «Бережанська Земля», музеїв родини Лепких у Жукові та Б. Лепкого в Бережанах і с. Крогулець Гусятинського району; за сприяння й матеріальної підтримки Романа Смика споруджено пам'ятники Б. Лепкому в Жукові (1991) та Бережанах (1997). До 1985 року опікувався архівом Б. Лепкого, передав його у фонди НТШ у США. Благодійник будівництва Українського католицького університету і Собору св. Софії в м. Рим (Італія) та розбудови заповідника М. Шашкевича в м. Вінніпег (Канада).
Упорядник книг Б. Лепкого «Під Великдень» і «Під Різдво» (обидві — 1993), «Блаженніший Патріарх Йосиф у філателістичних і пропам'ятних виданнях Помісної української католицької церкви» (ч. 1, 1977—1978; ч. 2, 1982); організатор виставки філателістичних і пам'ятних видань, присвячених Й. Сліпому (Київ, Тернопіль та інші міста України), передав її експонати Українському Католицькому університету (м. Львів), Єпархіальному музею Самбірсько-Дрогобицькій єпархії УГКЦ у місті Трускавець, Теребовлянському краєзнавчому музею та Музею переслідуваної церкви в Бережанах.
Жертводавець на перевидання книг Б. Лепкого «Казка мого життя» (1967), «Нарис української літератури» (1991), «Твори» (у 2 тт., 1997), «Журавлі повертаються. З епістолярної спадщини Богдана Лепкого» (2001), монографій про Б. Лепкого й ін., на будівництво церкви в Жукові, поповнення фондів Бережанського музею книги та ін.
Організатор малярських і літературних виставок, автор багатьох статей, спогадів. Не раз побував на Тернопільщині, зокрема на Бережанщині (1990—2000); учасник мистецьких заходів і святкових імпрез.

## Пам'ять
Про життєвий шлях і громадську діяльність Романа Смика видано книжку «Лежить на серці доля України» (2003).
У 2000 році Музей Книги в Бережанах відкрив залу Романа Смика.
Почесний громадянин с. Жуків Бережанського району (1990) та м. Бережани (1993).